# Gulbiny Wielkie (Wilno)
Gulbiny Wielkie (lit. Didieji Gulbinai) – mikrorejon na Litwie, w okręgu wileńskim, część Wilna, w dzielnicy Werki, nad Jeziorem Gulbińskim i przy drodze magistralnej A14.

## Historia
W XIX i w początkach XX w. położone były w Rosji, w guberni wileńskiej, w powiecie wileńskim. Po I wojnie światowej pod administracją polską, w Zarządzie Cywilnym Ziem Wschodnich. W latach 1920–1922 w składzie Litwy Środkowej.
Od 11 kwietnia 1922 leżały w Polsce, w województwie wileńskim, w powiecie wileńsko-trockim, w gminie Rzesza. W 1931 miejscowość liczyła:
- wieś Gulbiny Wielkie – 222 mieszkańców, zamieszkałych w 45 budynkach,
- kolonia Gulbiny – 16 mieszkańców, zamieszkałych w 4 budynkach,
- młyn Gulbiny – 3 mieszkańców, zamieszkałych w 1 budynku[3].

Po II wojnie światowej w granicach Związku Sowieckiego. Od 1991 na niepodległej Litwie. W 1996 południowo-wschodnia część Gulbin Wielkich została włączona w granice Wilna. Pozostała część wsi pozostała odrębną miejscowością.